# Forsand

Forsand község elhelyezkedése Rogaland megyében

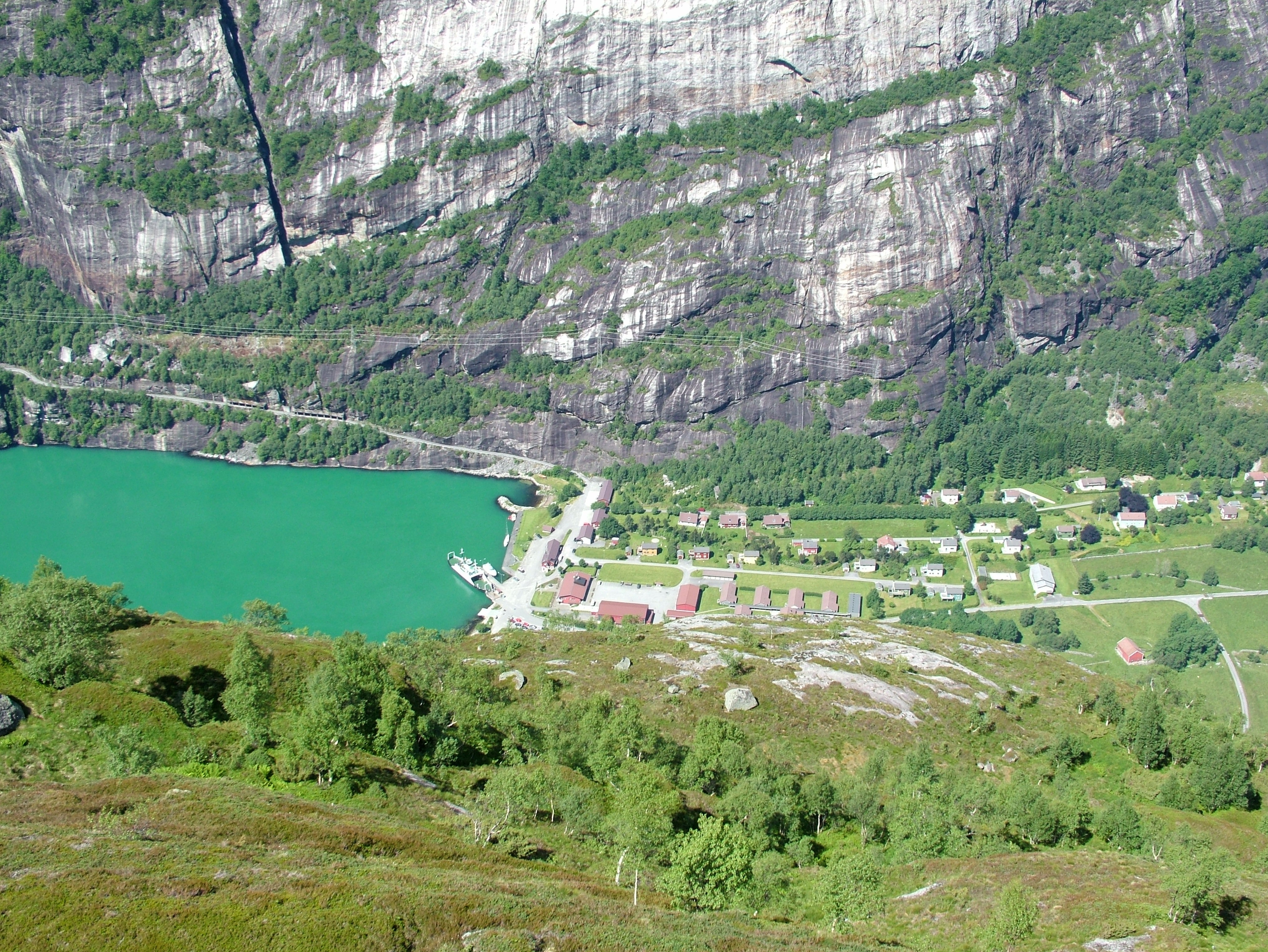
Lysebotn, a Lysefjord végénél

Forsand község címere

Forsand község (norvégül kommune) Norvégia délnyugati részében, Rogaland megyében (fylke), Ryfylke hagyományos régió déli bejáratánál. Népszerű turistacélpont.
Területe 702,6 km², népessége 1134 fő (2009. január 1.).
Részben a Lysefjord és a Høgsfjord fjordok közt terül el. Rogaland egyik legnagyobb területű és egyik legkisebb népességű községe. 1871. január 1-jén vált ki Høle községből.
1999-ben arra találtak bizonyítékokat, hogy a terület már Kr. e. 7500 körül lakott volt.

## Neve
A község (illetve elődje, az egyházközség) a régi Forsand (óészaki Forsandr) birtokról kapta nevét, ahol a vidék első temploma épült. Az összetett szó előtagja, a for jelentése „kiálló”, a sandr utótag jelentése „homokos part”. 1918 előtt nevét Fossan alakban írták.

## Címere
Címerét 1988. március 11-én kapta, John Digernes munkája. Ezüstszínű gém látható rajta zöld háttérben.

## Falvai
- Forsand é. sz. 58° 54′ 00″, k. h. 6° 05′ 30″58.900000°N 6.091667°EForsand
- Fløyrli at é. sz. 59° 01′ 00″, k. h. 6° 26′ 00″59.016667°N 6.433333°EFløyrli
- Kolabygda at é. sz. 58° 56′ 33″, k. h. 6° 01′ 15″58.942500°N 6.020833°EKolabygda
- Lysebotn, a Lysefjord végénél, é. sz. 59° 03′ 16″, k. h. 6° 38′ 52″59.054444°N 6.647778°ELysebotn
- Øvre Espedal at é. sz. 58° 55′ 03″, k. h. 6° 16′ 17″58.917500°N 6.271389°EØvre Espedal

## Gazdasága
Domináns iparágai ma a homokbányászat és az elektromos áram termelése.  Az utóbbi években nagy halfarmok is létrejöttek Forsandban, ezek közül a legnagyobb az eianei Aqua-Trading. Egy hellei gyár számítógépesített technológiával gyárt lépcsőket, és sok kis cég működik a községben.

### Turistalátványosságai
Már másfél évszázada vonzza a turistákat 604 méter magasan elhelyezkedő sziklatető, a Preikestolen (Prédikálószék). Tíz kílométeres sétával, 4-6 óra alatt közelíthető meg egy 570 métert emelkedő úton. Van, aki ejtőernyővel ereszkedik le a szikláról.
Az erőműépítés projektjenek része volt a lysebotni út megepítése, de ez az út is turistalátványosság lett. Huszonhét hajtűkanyarja van és 950 métert ereszkedik, utolsó szakasza egy 1100-méteres alagútban halad. Tetején gyönyörű panorama nyílik az Øygaardstøl Cafétól.
A horgászat és a halászat népszerű tevékenységek, és sok a hó.
A község belsejébe nyúló, 40 kilométeres Lysefjordon kompok és kirándulóhajók járnak. Forsand és Ryfylke turistainformációs központja a Lysefjord Centre, ahol a látogatók multimédia bemutatón ismerkedhetnek meg a „Lysefjors Sagával”, a vidék történetével, kultúrájával és természetrajzával.
A kompkikötőtől egy kilométernyire található az 1854-ben a nærbøi Tollag Gudmestad tervei alapján épült forsandi templom. A Helle fele tartó kompok mólójától három kilométeryire van a mozival, uszodával, kávéházzal és könyvtárral felszerelt Forsand Kulturhus.

## Fordítás
- Ez a szócikk részben vagy egészben  a   Forsand című angol Wikipédia-szócikk ezen változatának fordításán alapul.  Az eredeti cikk szerkesztőit annak laptörténete sorolja fel. Ez a jelzés csupán a megfogalmazás eredetét és a szerzői jogokat jelzi, nem szolgál a cikkben szereplő információk forrásmegjelöléseként.